# Alexandre Melentievitch Volkov
Pour les articles homonymes, voir Volkov.
Alexandre Melentievitch Volkov (en russe : Александр Мелентьевич Волков), né le 14 juin 1891 à Oust-Kamenogorsk et mort le 3 juillet 1977, était un romancier et mathématicien russe puis soviétique. Il écrivit de nombreux romans historiques, mais est surtout connu pour sa série de romans pour enfants basée sur une traduction libre du roman de L. Frank Baum, Le Magicien d'Oz.

## Biographie
Le premier de ses livres, Le Magicien de la cité d'émeraude est une traduction russe du premier roman sur le pays d'Oz, avec changement des noms et des chapitres. Publié en 1939 en Union soviétique, le livre devint populaire seulement dans les années 1960, après que Volkov entreprit d'écrire sa propre suite. Le pays qu'il décrit diverge des visions de Baum. Quatre romans supplémentaires furent publiés de 1963 à 1970 ; le cinquième fut publié après sa mort en 1982. D'autres auteurs, comme Youri Kouznitchov, Sergueï Soukhinov, et Leonid Vladimirski (l'illustrateur des romans de Volkov) ont plus récemment écrit des suites en russe, créant une série de romans divergente et complètement sur le thème d'Oz.
Le contexte et les situations trouvées dans la version de Volkov diffèrent en ce qui concerne en particulier la vision politique. Toujours dans une présentation simplifiée du bien contre le mal, les personnages acquièrent une prise de décision morale, éthique et politique. Les héros doivent défendre le pays d'Oz d'invasions de gouvernements aristocratiques afin que le peuple reste libre. Ce thème est souvent visité dans la science-fiction soviétique.
Cette série de romans sur le pays d'Oz fut traduit en de nombreuses langues, et fut très populaire dans les pays du bloc de l'Est. Dans certains pays, en Chine par exemple, la version de Volkov est plus répandue que celle de Baum. C'est aussi le cas dans les pays de langue arabe, comme la Syrie.